# Мінаєв Дмитро Дмитрович
Мінаєв (Минаєв) Дмитро Дмитрович (21 жовтня [2 листопада] 1835, Симбірськ — 10 [22] липня 1889, там же) — російський поет-сатирик і перекладач, журналіст, критик.
Народився в сім'ї офіцера Дмитра Івановича Мінаєва, поета і перекладача «Слова о полку Ігоревім». У 1847—1851 роках навчався в Дворянському полку (курсу не закінчив).
У 1852 році здав іспити на перший класний чин і близько трьох років служив в Симбірської казенній палаті. Одним з перших його творів був сатиричний вірш «У нас бульвар влаштували» (1854), в якому він висміював привілейовану частину симбірського суспільства. У 1855 році переїхав до Санкт-Петербургу, де влаштувався чиновником земського відділу Міністерства внутрішніх справ.
У 1859 році під псевдонімом «Викривальний поет» випустив збірку літературних пародій «Переспіви. Вірші викривального поета». Співпрацював в демократичних журналах, в тому числі в «Современнике», «Русском слове», «Іскрі», де розгорнулося обдарування Мінаєва як поета-сатирика. У 1859 році в Твері познайомився з Ф. Достоєвським, з яким на початку 1860 рік стає постійним відвідувачем гуртка О. П. Мілюкова при журналі «Світоч».
У 1860 році під псевдонімом «Д. Свіяжський» опублікував нарис «В. Г. Бєлінський» — першу біографію письменника.
У 1862 році кілька місяців редагував сатиричний журнал «Гудок». Приєднуючись до Некрасовської школи, в своїх віршах займав ліві радикально-демократичні позиції, висловлював співчуття пригнобленому селу, «викривав» (стосовно до поетів-сатириків його кола «рос. обличительство» і «викривальна література» стали в критиці того часу майже термінологічними) лібералів, бюрократів, консервативний друк і цензуру; висміював і пародіював поетів, що відносилися ним до прихильників «чистого мистецтва» (А. А. Фета, А. М. Майкова, М. Ф. Щербину, В. В. Крестовського та інших). Здобув популярність як «король рими», майстер епіграми, пародії, фейлетону в віршах і особливо каламбуру.